# Jeonbuk Hyundai Motors
Jeonbuk Hyundai Motors (în coreeană 전북 현대 모터스) este un club de fotbal sud-coreean, fondat în 1994, cu sediul în orașul Jeonju din provincia Jeolla de Nord.
Fondat sub numele de Wansan Puma FC, clubul a câștigat Liga Campionilor AFC în 2006, fiind prima echipă din Asia de Est care a câștigat titlul continental de când competiția a fost modificată în 2003. Această performanță a permis, de asemenea, formației lui Choi Kwang-hee să participe la Cupa Mondială a Cluburilor FIFA din Japonia.
Abia în 2009 echipa a devenit în premieră campioană al Coreei de Sud. De atunci, clubul a devenit o forță dominantă pe scena națională, câștigând nouă titluri K League (în 2009, 2011, 2014, 2015, 2017, 2018, 2019, 2020 și 2021) și fiind astfel cel mai de succes club din istoria campionatului. Jeonbuk are și un palmares bun în Cupa Coreei de Sud, cu patru titluri, inclusiv trei victorii în intervalul de cinci ani între 2000 și 2005.
Clubul își joacă meciurile de acasă din 2002 pe Stadionul Jeonju (poreclit Castelul Jeonju), construit special pentru Cupa Mondială FIFA din 2002.
În iunie 2023, în poziția de antrenor al echipei a fost instalat românul Dan Petrescu.

## Palmares

### Intern
- Campionatul Coreei de Sud
  - Campioană (9) :  2009, 2011, 2014, 2015, 2017, 2018, 2019, 2020, 2021
  - Vice-campioană (3) : 2012, 2016, 2022.

- Cupa Coreei de Sud
  - Câștigătoare (5) : 2000, 2003, 2005, 2020, 2022.
  - Finalistă (2) : 1999, 2013

- Supercupa Coreei de Sud
  - Câștigătoare (1) : 2004
  - Finalistă (2) : 2001, 2006

- Cupa Ligii Coreei de Sud
  - Finalistă (2) : 1999, 2010

### Continental
- Liga Campionilor Asiei
  - Câștigătoare (2) : 2006, 2016
  - Finalistă (1) : 2011

- Cupa Cupelor Asiei
  - Finalistă (1) : 2002